# Pfungen
Pfungen (toponimo tedesco) è un comune svizzero di 3 769 abitanti del Canton Zurigo, nel distretto di Winterthur.

## Monumenti e luoghi d'interesse

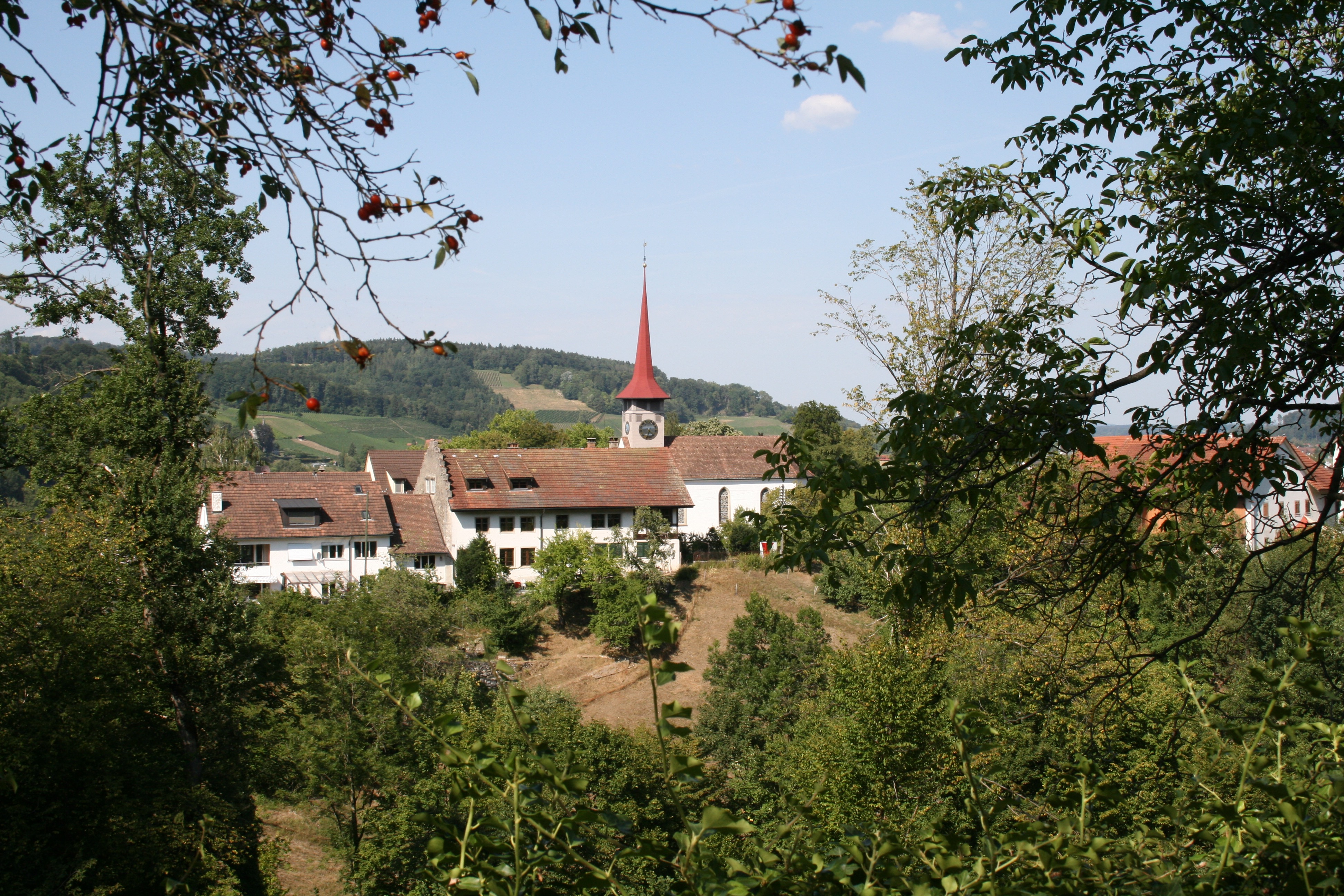
La chiesa riformata

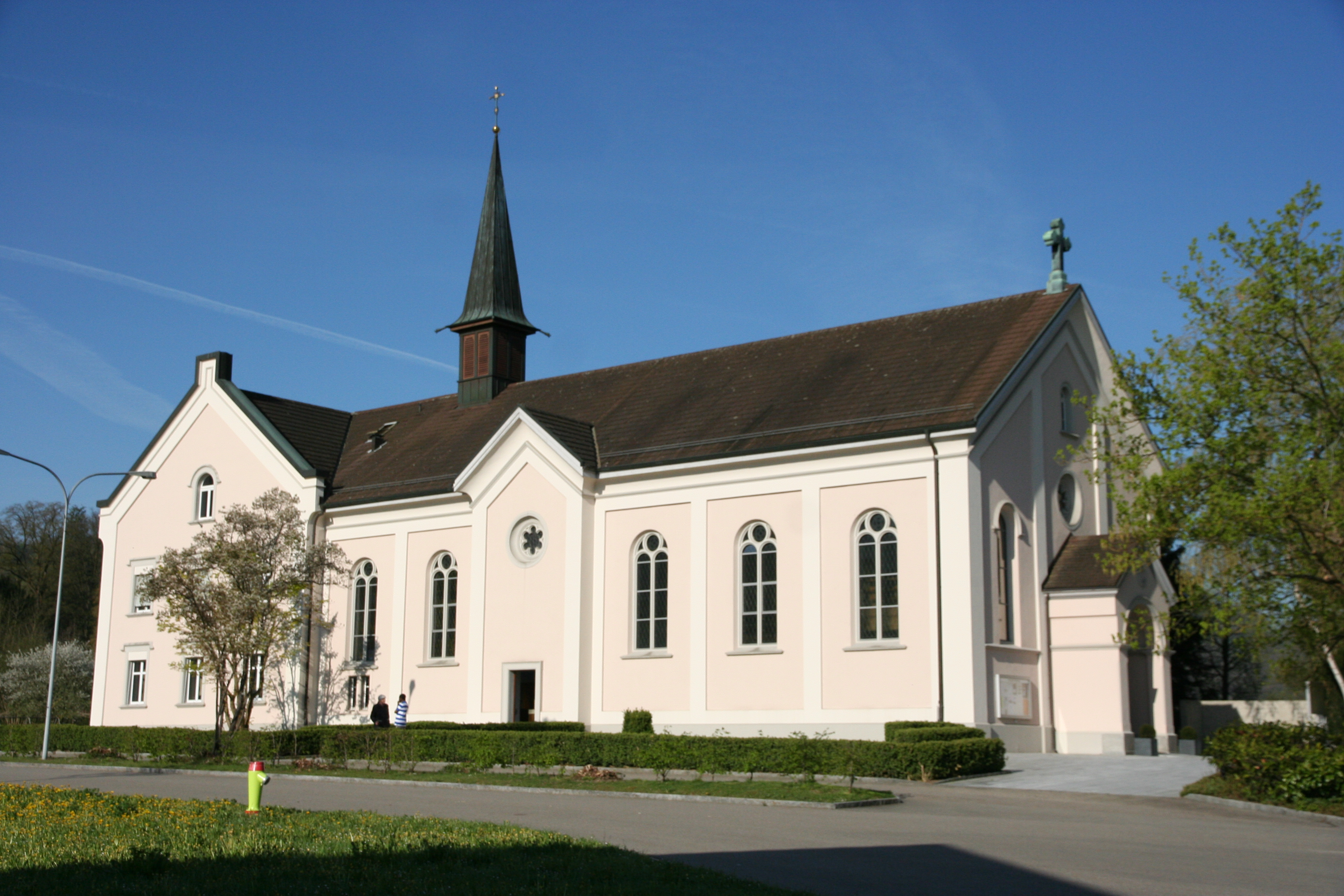
La chiesa di San Firmino

- Chiesa riformata (già di San Firmino), eretta nel IX secolo[1];
- Chiesa cattolica di San Firmino, eretta nel 1896[senza fonte].

## Società

### Evoluzione demografica
L'evoluzione demografica è riportata nella seguente tabella:
Abitanti censiti

## Amministrazione
Ogni famiglia originaria del luogo fa parte del cosiddetto comune patriziale e ha la responsabilità della manutenzione di ogni bene ricadente all'interno dei confini del comune.

## Infrastrutture e trasporti
Pfungen è servito dall'omonima stazione sulla ferrovia Winterthur-Bülach-Koblenz.